# Flammulina
Flammulina es un género de hongos de la familia Physalacriaceae. El género, repartido en regiones de clima templado se estima que incluye 10 especies.

## Especies
- Flammulina callistosporioides
- Flammulina elastica
- Flammulina fennae
- Flammulina ferrugineolutea
- Flammulina mediterranea
- Flammulina mexicana
- Flammulina ononidis
- Flammulina populicola
- Flammulina rossica
- Flammulina similis
- Flammulina stratosa
- Flammulina velutipes (Enoki)